# 사우스캐롤라이나 식민지
사우스캐롤라이나 식민지(Province of South Carolina)는 현재 미국 사우스캐롤라이나주의 전신이며, 1729년부터 영국 직할 식민지가 되었다. 1776년 미국 독립 선언에 동조하여 미합중국에 가맹하게 되었다.

## 역사
사우스캐롤라이나의 식민지 역사는 16세기로 거슬러 올라가며, 스페인과 프랑스가 탐험대를 계속 보내 식민지화를 시도했지만, 16세기 말에는 포기를 하게 되었다. 1629년, 영국 왕 찰스 1세가 법무장관 로버트 히스 경에게 북위 31도선에서 36도선 사이의 모든 것에 대해 공인장을 발급했다. 1663년, 찰스 2세는 8명의 귀족을 식민지 영주로 임명하여 이 땅을 주었다. 당초는 현재 노스캐롤라이나를 포함하여 캐롤라이나 식민지로 불렸고, 찰스턴에 행정부를 두고 있었다. 1712년, 노스캐롤라이나에 다른 행정부가 구성되었다. 1719년 국왕은 사우스캐롤라이나 식민지를 실제로 식민지에 가지 않았던 식민지 영주에서 매입하여, 그곳을 지배하는 총독을 임명했다. 1729년까지 8명의 식민지 영주 중 7명으로부터 매입을 끝내고 노스캐롤라이나 식민지와 사우스캐롤라이나 식민지의 두 직할 식민지가 구성되었다.
식민지 캐롤라이나는 스페인과 원주민, 특히 야마시 족, 애팔라치 족과 체로키 족과 많은 전쟁에 치러야 했다. 1715년에서 1717년에 걸친 ‘야마시 전쟁’에서 인디언의 공격에 의해 궤멸 직전의 상태가 되었다. 캐롤라이나 오지에는 펜실베이니아와 버지니아에서 흘러들어온 스코틀랜드, 아일랜드계의 개척자가 많았으며, 해안에 가까운 저지대 캐롤라이나에는 부유한 농장 소유자가 많았다. 식민지 시대 말에는 오지민들은 차별과 천대를 겪었으며, 저지대 사람들이 영국에서 부과된 새로운 세금에 불만을 말할 때, 오지 사람들은 왕당파의 편을 들었다. 이것이 이후 ‘미국 독립 전쟁’의 불씨가 되었다.